# Елатомский мятеж (1918)
Елатомский мятеж — антибольшевистское выступление в Елатьме, осуществлённое членами антибольшевистской организации «Союз защиты Родины и Свободы» Б. В. Савинкова.

## История
5 января 1918 года в селе Сасово Елатомского уезда Тамбовской губернии вспыхнуло восстание, поводом к которому послужило реквизиция ревкомом хлеба в крупных имениях, хотя глубинной причиной было неприятие советской власти, как незаконной. Вскоре восстала и уездная Елатьма. Восстание опиралось на организацию офицеров в городе «Союза защиты родины и свободы». Восставшие разгромили ревком, члены которого скрылись. 
Вслед за этими событиями, в конце января в восставшую Елатьму был послан кавалерийский эскадрон и отряд красногвардейцев в 100 бойцов. Подойдя к городу, командование отряда предложило восставшим разоружится и признать Советскую власть, но они оказали вооруженное выступление. В ночь на 23 февраля 1918 отряды Красной гвардии окружили с трех сторон Елатьму и попытались взять город. Цепи наступавших были встречены огнем из стрелкового оружия. С колоколен церквей ударили пулеметы. Атака была отбита. Со стороны красных потери составили три человека убитыми и ранеными, со стороны мятежников – два человека убитыми. Часть красных была взята в плен.
Вскоре из Москвы прибыла сотня красногвардейцев, из Рязани – пулеметная рота и 3 орудия. Присоединив эти части к имеющимся (всего около 200 кавалеристов, 300 бойцов пехоты) 27 февраля красный отряд двинулся к Елатьме. Охватив ее кольцом, красноармейцы днем навели орудия и в сумерках открыли артиллерийский огонь по окопам восставших. Во время обстрела жители скрывались в подвалах и погребах. В 12 часов ночи, когда был отдан приказ к наступлению, поднялась сильная вьюга. Командование отряда решило отложить штурм. В ночь с 3 на 4 марта развернулся решающий бой за Елатьму. Вскоре городская дружина, убедившись в невозможности вести оборону силами 80 защитников города против более чем 600 красных, ночью под прикрытием темноты и сильной пурги потянулась через Оку в сторону города Выксы, где подступы к Елатьме не были перекрыты. 4 марта 1918 года город был окончательно взят, начали аресты и расстрелы причастных в восстанию.